# 福島県道305号木幡飯野線
福島県道305号木幡飯野線（ふくしまけんどう305ごう こはたいいのせん）は、福島県二本松市から福島市に至る一般県道である。

## 路線概要
- 起点：二本松市木幡字上越
- 終点：福島市飯野町字境川
- 総延長：7.858km[1]
  - 実延長：6.581km
- 路線認定年月日：1959年8月31日[2]

### 重用路線
- 福島県道117号二本松川俣線（二本松市小幡字叺内～同市小幡字立石）

### 道路施設
お出合橋
- 全長：25.5m
- 幅員：14.0m
- 竣工：2003年[3]

二本松市木幡字折越にて一級水系阿武隈川水系木幡川を渡る。北詰にて福島県道117号二本松川俣線と突き当たる。橋上は上下対向2車線および橋両詰にある交差点の右折車線の計3車線あり、上り線側に歩道が設置されている。

## 通過する自治体
- 福島県
  - 二本松市 - 福島市

## 接続・交差する道路
- 二本松市内
  - 福島県道62号原町二本松線（木幡字上越 起点）
  - 福島県道117号二本松川俣線 二本松市街地方面（木幡字叺内）
  - 福島県道117号二本松川俣線 川俣方面（木幡字立石）
- 福島市内
  - 福島県道39号川俣安達線（飯野町字境川 終点）

## 沿線
- 小幡川